# Municipio de Kinloss
El municipio de Kinloss (en inglés: Kinloss Township) es un municipio ubicado en el condado de Walsh en el estado estadounidense de Dakota del Norte. En el año 2010 tenía una población de 32 habitantes y una densidad poblacional de 0,35 personas por km².

## Geografía
El municipio de Kinloss se encuentra ubicado en las coordenadas 48°30′16″N 98°16′00″O / 48.50444, -98.26667. Según la Oficina del Censo de los Estados Unidos, el municipio tiene una superficie total de 92.51 km², de la cual 91,49 km² corresponden a tierra firme y (1,1 %) 1,02 km² es agua.

## Demografía
Según el censo de 2010, había 32 personas residiendo en el municipio de Kinloss. La densidad de población era de 0,35 hab./km². De los 32 habitantes, el municipio de Kinloss estaba compuesto por el 100 % blancos. Del total de la población el 0 % eran hispanos o latinos de cualquier raza.